# Kruk (Raków)
Kruk – osada wsi Raków w Polsce położona w województwie świętokrzyskim, w powiecie jędrzejowskim, w gminie Jędrzejów.
W latach 1975–1998 osada należała administracyjnie do województwa kieleckiego.